# Seydou Keita
Seydou Ahmed Keita (Bamako, 16 gennaio 1980) è un ex calciatore maliano, di ruolo centrocampista.
È il primatista sia di presenze che di reti della Nazionale maliana. Durante la sua permanenza nel Barcellona, il suo impegno ha aiutato a vincere il sextuple nel 2009, diventano così la prima squadra nella storia a realizzarlo.

## Biografia
Suo zio è l'ex calciatore Salif Keïta.

## Caratteristiche tecniche
Era un centrocampista centrale dotato di grande personalità e leadership, specialista in fase difensiva (poteva anche essere schierato in posizioni più arretrate), avendo però anche un buon fiuto negli inserimenti per andare in rete e un'ottima visione di gioco.
Per la sua tranquillità e la sua abilità nell'organizzare il gioco veniva soprannominato Il Professore.

## Carriera

### Club

#### Inizi
Formatosi nel Centre Salif Keita, nel 1997 approdò nella seconda squadra del Marsiglia. Dopo esser stato per 2 stagioni nella seconda squadra dell'Olympique Marsiglia, nel 1999 debutta e colleziona qualche presenza in Ligue 1 ed in Champions League.

#### Lorient
Nel 2000 passa al Lorient: nella stagione 2000-2001 gioca tutte le partite per intero (eccetto qualche minuto nella prima) e anche grazie alle sue prestazioni il Lorient viene promosso in Ligue 1. L'anno successivo il maliano gioca di meno a causa di numerosi infortuni e la squadra viene retrocessa in Ligue 2. Viene anche convocato dalla Nazionale maliana per disputare la Coppa d'Africa, dove il Mali si è classificato al 4º posto.

#### Lens
Viste le sue prestazioni in Coppa d'Africa il Lens, che chiuse la stagione al 2º posto, decise di puntare su di lui, anche in vista degli impegni in Champions League. Il club chiese in prestito il centrocampista, per poi acquistarlo a titolo definitivo a fine stagione. Nella stagione 2006-2007 diventa il miglior realizzatore tra i centrocampisti con 11 gol.

#### Siviglia
Nell'estate 2007 lascia il club francese e la Francia per passare in Spagna al Siviglia di Juande Ramos, squadra detentrice della Coppa UEFA. Esordisce nella Primera División alla prima giornata del campionato 2007-2008 (contro il Getafe) servendo un assist al connazionale Frédéric Kanouté. Ha anche giocato nel preliminare di Champions League contro l'AEK Atene.

#### Barcellona
Il 21 maggio 2008 passa al Barcellona per 14 milioni di euro, nel suo contratto è stata inserita una clausola rescissoria di 90 milioni di euro. Nell'estate 2010 rinnova il contratto con i Blaugrana fino al 2013, la nuova clausola di rescissione aumenta da 90 a 100 milioni di euro.
L'8 luglio 2012 annuncia il suo addio al Barcellona, dove ha militato per quattro stagioni vincendo 14 titoli. Il maliano ha risolto il suo contratto con un anno di anticipo dalla sua naturale scadenza.

#### Dalian Aerbin
L'8 luglio 2012 viene ufficializzato il suo ingaggio da parte del Dalian Aerbin, club emergente del campionato cinese. In due stagioni, tra campionato e coppe nazionali, mette a referto 41 presenze e 10 reti.

#### Valencia
Il 30 gennaio 2014 viene ingaggiato dal Valencia, con cui firma un contratto di sei mesi. Il 16 febbraio seguente esordisce con la nuova maglia, nel pareggio per 0-0 sul campo del Siviglia. Il 27 marzo realizza il suo primo gol con il Valencia, nel pareggio per 2-2 contro l'Almería, segnando dopo soli sette secondi dal fischio di inizio. Questa rete diventa la più rapida nella storia della Liga. Chiude la sua stagione con 18 presenze ed un gol, tra campionato ed Europa League.

#### Roma
Il 5 giugno 2014 firma un contratto annuale con la Roma. Il 30 agosto fa il suo esordio ufficiale contro la Fiorentina, partita terminata con il successo dei giallorossi per 2 a 0. Keita va a segno per la prima volta con la maglia della Roma il 9 novembre 2014, nel 3-0 casalingo sul Torino. Il 2 marzo 2015 segna la rete che consente alla Roma di pareggiare per 1-1 nel match dello Stadio Olimpico contro la Juventus. Il 12 marzo, durante il match d'andata per gli ottavi di finale di Europa League, segna la rete del pareggio contro la Fiorentina, gara terminata 1 a 1. Conclude la sua prima stagione giallorossa, totalizzando 36 presenze e 3 reti.
Terminata la stagione rinnova il contratto per un altro anno con le stesse condizioni economiche. Nella sua seconda stagione in maglia giallorossa trova il suo primo gol in campionato nella vittoria per 5-0 contro il Palermo il 21 febbraio 2016. Conclude la sua seconda stagione con 23 presenze e 1 rete. Il 1º luglio 2016, alla naturale scadenza del contratto, rimane svincolato.

#### Al Jaish
Il 17 agosto 2016, firma un contratto semestrale con l'Al-Jaish, club della massima serie qatariota. Durante i suoi sei mesi di permanenza, timbrerà 6 volte in 16 presenze.
Il 1⁰ luglio 2017, con la scadenza del suo contratto, annuncerà anche il ritiro dal calcio giocato.

### Nazionale
Ha disputato la Coppa del Mondo Under-20 in Nigeria nel 1999, in cui vinse il titolo di miglior giocatore della competizione. In nazionale maggiore debutta il 12 ottobre 2001 contro il Sudafrica, incontro terminato a favore della squadra maliana. Partecipa a 4 edizioni della Coppa d'Africa: nel 2002 totalizza 6 partite e va in rete una volta, nel 2004 disputa 4 match, nel 2008 gioca 3 partite e nel 2010 disputa 3 partite, andando a segno in 3 occasioni. Partecipa inoltre a 9 match validi per le qualificazioni alla Coppa del Mondo: nel 2002 mette a referto 2 presenze e nel 2006 disputando 7 partite e segnando un gol. Il 27 agosto 2015 decide, di comune assenso con la federazione calcistica del Mali, di lasciare la nazionale per dedicarsi al suo club d'appartenenza.

## Statistiche

### Presenze e reti nei club
Statistiche aggiornate al termine della carriera da calciatore.
| Stagione              | Squadra               | Campionato            | Campionato | Campionato | Coppe nazionali | Coppe nazionali | Coppe nazionali | Coppe europee | Coppe europee | Coppe europee | Altre coppe | Altre coppe | Altre coppe | Totale | Totale |
| Stagione              | Squadra               | Comp                  | Pres       | Reti       | Comp            | Pres            | Reti            | Comp          | Pres          | Reti          | Comp        | Pres        | Reti        | Pres   | Reti   |
| --------------------- | --------------------- | --------------------- | ---------- | ---------- | --------------- | --------------- | --------------- | ------------- | ------------- | ------------- | ----------- | ----------- | ----------- | ------ | ------ |
| 1997-1998             | O. Marsiglia B        | CFA                   | 11         | 1          | -               | -               | -               | -             | -             | -             | -           | -           | -           | 11     | 1      |
| 1998-1999             | O. Marsiglia B        | CFA                   | 19         | 1          | -               | -               | -               | -             | -             | -             | -           | -           | -           | 19     | 1      |
| ago.-nov. 1999        | O. Marsiglia B        | CFA                   | 13         | 1          | -               | -               | -               | -             | -             | -             | -           | -           | -           | 13     | 1      |
| Totale O. Marsiglia B | Totale O. Marsiglia B | Totale O. Marsiglia B | 43         | 3          |                 |                 |                 |               |               |               |             |             |             | 43     | 3      |
| 1999-2000             | O. Marsiglia          | D1                    | 6          | 0          | CF+CdL          | 0+0             | 0               | UCL           | 3             | 0             | -           | -           | -           | 9      | 0      |
| 2000-2001             | Lorient               | D2                    | 37         | 1          | CF+CdL          | 0+1             | 0               | -             | -             | -             | -           | -           | -           | 38     | 1      |
| 2001-2002             | Lorient               | D1                    | 21         | 0          | CF+CdL          | 2+3             | 0+1             | -             | -             | -             | -           | -           | -           | 26     | 1      |
| Totale Lorient        | Totale Lorient        | Totale Lorient        | 58         | 1          |                 | 6               | 1               |               |               |               |             |             |             | 64     | 2      |
| 2002-2003             | Lens                  | L1                    | 28         | 2          | CF+CdL          | 2+1             | 1+0             | UCL+CU        | 5+2           | 0             | -           | -           | -           | 38     | 3      |
| 2003-2004             | Lens                  | L1                    | 22         | 0          | CF+CdL          | 0+3             | 0               | CU            | 6             | 0             | -           | -           | -           | 31     | 0      |
| 2004-2005             | Lens                  | L1                    | 34         | 3          | CF+CdL          | 2+3             | 0+1             | -             | -             | -             | -           | -           | -           | 39     | 4      |
| 2005-2006             | Lens                  | L1                    | 35         | 3          | CF+CdL          | 2+1             | 0               | Int+CU        | 7+6           | 1+0           | -           | -           | -           | 51     | 4      |
| 2006-2007             | Lens                  | L1                    | 37         | 11         | CF+CdL          | 3+1             | 1+0             | CU            | 10            | 1             | -           | -           | -           | 51     | 13     |
| Totale Lens           | Totale Lens           | Totale Lens           | 156        | 19         |                 | 18              | 3               |               | 36            | 2             |             |             |             | 210    | 24     |
| 2007-2008             | Siviglia              | PD                    | 31         | 4          | CR              | 0               | 0               | UCL           | 9             | 3             | SS+SU       | 2+1         | 0           | 43     | 7      |
| 2008-2009             | Barcellona            | PD                    | 29         | 4          | CR              | 5               | 0               | UCL           | 12            | 2             | -           | -           | -           | 46     | 6      |
| 2009-2010             | Barcellona            | PD                    | 29         | 6          | CR              | 1               | 0               | UCL           | 10            | 0             | SS+SU+Cmc   | 2+1+1       | 0           | 44     | 6      |
| 2010-2011             | Barcellona            | PD                    | 35         | 3          | CR              | 9               | 2               | UCL           | 10            | 1             | SS          | 2           | 0           | 56     | 6      |
| 2011-2012             | Barcellona            | PD                    | 26         | 3          | CR              | 3               | 0               | UCL           | 10            | 0             | SS+SU+Cmc   | 2+1+1       | 0+0+1       | 43     | 4      |
| Totale Barcellona     | Totale Barcellona     | Totale Barcellona     | 119        | 16         |                 | 18              | 2               |               | 42            | 3             |             | 10          | 1           | 189    | 22     |
| 2012                  | Dalian Aerbin         | SL                    | 12         | 4          | CC              | 1               | 0               | -             | -             | -             | -           | -           | -           | 13     | 4      |
| 2013                  | Dalian Aerbin         | SL                    | 25         | 6          | CC              | 3               | 0               | -             | -             | -             | -           | -           | -           | 28     | 6      |
| Totale Dalian Aerbin  | Totale Dalian Aerbin  | Totale Dalian Aerbin  | 37         | 10         |                 | 4               | 0               |               |               |               |             |             |             | 41     | 10     |
| gen.-giu. 2014        | Valencia              | PD                    | 11         | 1          | CR              | 0               | 0               | UEL           | 7             | 0             | -           | -           | -           | 18     | 1      |
| 2014-2015             | Roma                  | A                     | 26         | 2          | CI              | 1               | 0               | UCL+UEL       | 5+4           | 0+1           | -           | -           | -           | 36     | 3      |
| 2015-2016             | Roma                  | A                     | 20         | 1          | CI              | 0               | 0               | UCL           | 3             | 0             | -           | -           | -           | 23     | 1      |
| Totale Roma           | Totale Roma           | Totale Roma           | 46         | 3          |                 | 1               | 0               |               | 12            | 1             |             |             |             | 59     | 4      |
| 2016-2017             | Al-Jaish              | QSL                   | 16         | 6          | -               | -               | -               | ACL+ACC       | 1+4           | 0+0           | -           | -           | -           | 21     | 6      |
| Totale carriera       | Totale carriera       | Totale carriera       | 523        | 63         |                 | 52              | 6               |               | 109           | 9             |             | 13          | 1           | 697    | 78     |

### Cronologia presenze e reti in Nazionale
| Cronologia completa delle presenze e delle reti in nazionale ― Mali | Cronologia completa delle presenze e delle reti in nazionale ― Mali | Cronologia completa delle presenze e delle reti in nazionale ― Mali | Cronologia completa delle presenze e delle reti in nazionale ― Mali | Cronologia completa delle presenze e delle reti in nazionale ― Mali | Cronologia completa delle presenze e delle reti in nazionale ― Mali | Cronologia completa delle presenze e delle reti in nazionale ― Mali | Cronologia completa delle presenze e delle reti in nazionale ― Mali |
| Data                                                                | Città                                                               | In casa                                                             | Risultato                                                           | Ospiti                                                              | Competizione                                                        | Reti                                                                | Note                                                                |
| ------------------------------------------------------------------- | ------------------------------------------------------------------- | ------------------------------------------------------------------- | ------------------------------------------------------------------- | ------------------------------------------------------------------- | ------------------------------------------------------------------- | ------------------------------------------------------------------- | ------------------------------------------------------------------- |
| 4-10-1998                                                           | Bamako                                                              | Mali                                                                | 0 – 1                                                               | Costa d'Avorio                                                      | Qual. Coppa d'Africa 2000                                           | -                                                                   |                                                                     |
| 9-4-2000                                                            | Tripoli                                                             | Libia                                                               | 3 – 0                                                               | Mali                                                                | Qual. Mondiali 2002                                                 | -                                                                   |                                                                     |
| 23-4-2000                                                           | Bamako                                                              | Mali                                                                | 3 – 1                                                               | Libia                                                               | Qual. Mondiali 2002                                                 | -                                                                   |                                                                     |
| 12-10-2001                                                          | Bamako                                                              | Mali                                                                | 2 – 0                                                               | Sudafrica                                                           | Amichevole                                                          | -                                                                   |                                                                     |
| 12-12-2001                                                          | Settat                                                              | Marocco                                                             | 1 – 1                                                               | Mali                                                                | Amichevole                                                          | -                                                                   |                                                                     |
| 25-12-2001                                                          | Mopti                                                               | Mali                                                                | 1 – 1                                                               | Ghana                                                               | Amichevole                                                          | 1                                                                   |                                                                     |
| 28-12-2001                                                          | Ségou                                                               | Mali                                                                | 1 – 1                                                               | Burkina Faso                                                        | Amichevole                                                          | -                                                                   |                                                                     |
| 6-1-2002                                                            | Ismailia                                                            | Egitto                                                              | 1 – 2                                                               | Mali                                                                | Amichevole                                                          | -                                                                   |                                                                     |
| 10-1-2002                                                           | Kayes                                                               | Mali                                                                | 1 – 1                                                               | Zambia                                                              | Amichevole                                                          | 1                                                                   |                                                                     |
| 19-1-2002                                                           | Bamako                                                              | Mali                                                                | 1 – 1                                                               | Liberia                                                             | Coppa d'Africa 2002 - 1º turno                                      | 1                                                                   |                                                                     |
| 24-1-2002                                                           | Bamako                                                              | Mali                                                                | 0 – 0                                                               | Nigeria                                                             | Coppa d'Africa 2002 - 1º turno                                      | -                                                                   |                                                                     |
| 28-1-2002                                                           | Bamako                                                              | Mali                                                                | 2 – 0                                                               | Algeria                                                             | Coppa d'Africa 2002 - 1º turno                                      | -                                                                   |                                                                     |
| 3-2-2002                                                            | Kayes                                                               | Sudafrica                                                           | 0 – 2                                                               | Mali                                                                | Coppa d'Africa 2002 - Quarti di finale                              | -                                                                   |                                                                     |
| 7-2-2002                                                            | Bamako                                                              | Mali                                                                | 0 – 3                                                               | Camerun                                                             | Coppa d'Africa 2002 - Semifinale                                    | -                                                                   |                                                                     |
| 9-2-2002                                                            | Mopti                                                               | Nigeria                                                             | 1 – 0                                                               | Mali                                                                | Coppa d'Africa 2002 - Finale 3º posto                               | -                                                                   |                                                                     |
| 8-9-2002                                                            | Harare                                                              | Mozambico                                                           | 1 – 0                                                               | Mali                                                                | Qual. Coppa d'Africa 2004                                           | -                                                                   |                                                                     |
| 13-10-2002                                                          | Bamako                                                              | Mali                                                                | 3 – 0                                                               | Seychelles                                                          | Qual. Coppa d'Africa 2004                                           | 1                                                                   |                                                                     |
| 20-11-2002                                                          | Rabat                                                               | Marocco                                                             | 1 – 3                                                               | Mali                                                                | Amichevole                                                          | -                                                                   |                                                                     |
| 12-2-2003                                                           | Tolone                                                              | Mali                                                                | 1 – 0                                                               | Guinea                                                              | Amichevole                                                          | -                                                                   |                                                                     |
| 30-3-2003                                                           | Asmara                                                              | Eritrea                                                             | 0 – 2                                                               | Mali                                                                | Qual. Coppa d'Africa 2004                                           | -                                                                   |                                                                     |
| 7-6-2003                                                            | Bamako                                                              | Mali                                                                | 1 – 0                                                               | Eritrea                                                             | Qual. Coppa d'Africa 2004                                           | -                                                                   |                                                                     |
| 22-6-2003                                                           | Bamako                                                              | Mali                                                                | 0 – 0                                                               | Zimbabwe                                                            | Qual. Coppa d'Africa 2004                                           | -                                                                   |                                                                     |
| 5-7-2003                                                            | Roche Caiman                                                        | Seychelles                                                          | 0 – 2                                                               | Mali                                                                | Qual. Coppa d'Africa 2004                                           | -                                                                   |                                                                     |
| 10-10-2003                                                          | Bissau                                                              | Guinea-Bissau                                                       | 1 – 2                                                               | Mali                                                                | Qual. Coppa d'Africa 2004                                           | 1                                                                   |                                                                     |
| 14-11-2003                                                          | Bamako                                                              | Mali                                                                | 2 – 0                                                               | Guinea-Bissau                                                       | Qual. Coppa d'Africa 2004                                           | -                                                                   |                                                                     |
| 15-1-2004                                                           | Algeri                                                              | Algeria                                                             | 0 – 2                                                               | Mali                                                                | Amichevole                                                          | -                                                                   |                                                                     |
| 26-1-2004                                                           | Biserta                                                             | Kenya                                                               | 1 – 3                                                               | Mali                                                                | Coppa d'Africa 2004 - 1º turno                                      | -                                                                   |                                                                     |
| 2-2-2004                                                            | Tunisi                                                              | Senegal                                                             | 1 – 1                                                               | Mali                                                                | Coppa d'Africa 2004 - 1º turno                                      | -                                                                   |                                                                     |
| 7-2-2004                                                            | Tunisi                                                              | Mali                                                                | 2 – 1                                                               | Guinea                                                              | Coppa d'Africa 2004 - Quarti di finale                              | -                                                                   |                                                                     |
| 11-2-2004                                                           | Susa                                                                | Marocco                                                             | 4 – 0                                                               | Mali                                                                | Coppa d'Africa 2004 - Semifinale                                    | -                                                                   |                                                                     |
| 18-8-2004                                                           | Colombes                                                            | RD del Congo                                                        | 0 – 3                                                               | Mali                                                                | Amichevole                                                          | 2                                                                   |                                                                     |
| 5-9-2004                                                            | Bamako                                                              | Mali                                                                | 2 – 2                                                               | Senegal                                                             | Qual. Mondiali 2006                                                 | -                                                                   |                                                                     |
| 10-10-2004                                                          | Lomé                                                                | Togo                                                                | 1 – 0                                                               | Mali                                                                | Qual. Mondiali 2006                                                 | -                                                                   |                                                                     |
| 9-2-2005                                                            | Saint-Denis                                                         | Guinea                                                              | 2 – 2                                                               | Mali                                                                | Amichevole                                                          | -                                                                   |                                                                     |
| 27-3-2005                                                           | Bamako                                                              | Mali                                                                | 1 – 2                                                               | Togo                                                                | Qual. Mondiali 2006                                                 | -                                                                   |                                                                     |
| 3-9-2005                                                            | Bamako                                                              | Mali                                                                | 2 – 0                                                               | Rep. del Congo                                                      | Qual. Mondiali 2006                                                 | -                                                                   |                                                                     |
| 8-10-2005                                                           | Dakar                                                               | Senegal                                                             | 3 – 0                                                               | Mali                                                                | Qual. Mondiali 2006                                                 | -                                                                   |                                                                     |
| 28-5-2006                                                           | Casablanca                                                          | Marocco                                                             | 0 – 1                                                               | Mali                                                                | Amichevole                                                          | -                                                                   |                                                                     |
| 3-9-2006                                                            | Freetown                                                            | Sierra Leone                                                        | 0 – 0                                                               | Mali                                                                | Qual. Coppa d'Africa 2008                                           | -                                                                   |                                                                     |
| 7-10-2006                                                           | Bamako                                                              | Mali                                                                | 1 – 0                                                               | Togo                                                                | Qual. Coppa d'Africa 2008                                           | -                                                                   |                                                                     |
| 6-2-2007                                                            | La Courneuve                                                        | Mali                                                                | 3 – 1                                                               | Lituania                                                            | Amichevole                                                          | 1                                                                   |                                                                     |
| 25-3-2007                                                           | Bamako                                                              | Mali                                                                | 1 – 1                                                               | Benin                                                               | Qual. Coppa d'Africa 2008                                           | -                                                                   |                                                                     |
| 3-6-2007                                                            | Porto Novo                                                          | Benin                                                               | 0 – 0                                                               | Mali                                                                | Qual. Coppa d'Africa 2008                                           | -                                                                   |                                                                     |
| 9-6-2007                                                            | Ouagadougou                                                         | Burkina Faso                                                        | 0 – 1                                                               | Mali                                                                | Amichevole                                                          | -                                                                   |                                                                     |
| 17-6-2007                                                           | Bamako                                                              | Mali                                                                | 6 – 0                                                               | Sierra Leone                                                        | Qual. Coppa d'Africa 2008                                           | 2                                                                   |                                                                     |
| 22-8-2007                                                           | Parigi                                                              | Mali                                                                | 3 – 2                                                               | Burkina Faso                                                        | Amichevole                                                          | 1                                                                   |                                                                     |
| 12-10-2007                                                          | Lomé                                                                | Togo                                                                | 0 – 2                                                               | Mali                                                                | Qual. Coppa d'Africa 2008                                           | -                                                                   |                                                                     |
| 17-11-2007                                                          | Évry                                                                | Senegal                                                             | 3 – 2                                                               | Mali                                                                | Amichevole                                                          | -                                                                   |                                                                     |
| 20-11-2007                                                          | Orano                                                               | Algeria                                                             | 3 – 2                                                               | Mali                                                                | Amichevole                                                          | -                                                                   |                                                                     |
| 10-1-2008                                                           | Abu Dhabi                                                           | Egitto                                                              | 1 – 0                                                               | Mali                                                                | Amichevole                                                          | -                                                                   |                                                                     |
| 21-1-2008                                                           | Sekondi-Takoradi                                                    | Mali                                                                | 1 – 0                                                               | Benin                                                               | Coppa d'Africa 2008 - 1º turno                                      | -                                                                   |                                                                     |
| 25-1-2008                                                           | Sekondi-Takoradi                                                    | Nigeria                                                             | 0 – 0                                                               | Mali                                                                | Coppa d'Africa 2008 - 1º turno                                      | -                                                                   |                                                                     |
| 29-1-2008                                                           | Accra                                                               | Costa d'Avorio                                                      | 3 – 0                                                               | Mali                                                                | Coppa d'Africa 2008 - 1º turno                                      | -                                                                   |                                                                     |
| 1-6-2008                                                            | Bamako                                                              | Mali                                                                | 4 – 2                                                               | Rep. del Congo                                                      | Amichevole                                                          | 2                                                                   |                                                                     |
| 7-6-2008                                                            | N'Djamena                                                           | Ciad                                                                | 1 – 2                                                               | Mali                                                                | Qual. Mondiali 2010                                                 | -                                                                   |                                                                     |
| 14-6-2008                                                           | Khartum                                                             | Sudan                                                               | 3 – 2                                                               | Mali                                                                | Qual. Mondiali 2010                                                 | -                                                                   |                                                                     |
| 22-6-2008                                                           | Bamako                                                              | Mali                                                                | 3 – 0                                                               | Sudan                                                               | Qual. Mondiali 2010                                                 | 2                                                                   |                                                                     |
| 19-8-2008                                                           | Mantes-la-Ville                                                     | Gabon                                                               | 1 – 0                                                               | Mali                                                                | Amichevole                                                          | -                                                                   |                                                                     |
| 7-9-2008                                                            | Brazzaville                                                         | Rep. del Congo                                                      | 1 – 0                                                               | Mali                                                                | Qual. Mondiali 2010                                                 | -                                                                   |                                                                     |
| 11-10-2008                                                          | Bamako                                                              | Mali                                                                | 2 – 1                                                               | Ciad                                                                | Qual. Mondiali 2010                                                 | -                                                                   |                                                                     |
| 28-3-2009                                                           | Khartum                                                             | Sudan                                                               | 1 – 1                                                               | Mali                                                                | Qual. Mondiali 2010                                                 | -                                                                   |                                                                     |
| 7-6-2009                                                            | Bamako                                                              | Mali                                                                | 0 – 2                                                               | Ghana                                                               | Qual. Mondiali 2010                                                 | -                                                                   |                                                                     |
| 12-8-2009                                                           | Le Petit-Quevilly                                                   | Burkina Faso                                                        | 0 – 3                                                               | Mali                                                                | Amichevole                                                          | -                                                                   |                                                                     |
| 6-9-2009                                                            | Cotonou                                                             | Benin                                                               | 1 – 1                                                               | Mali                                                                | Qual. Mondiali 2010                                                 | -                                                                   |                                                                     |
| 11-10-2009                                                          | Bamako                                                              | Mali                                                                | 1 – 0                                                               | Sudan                                                               | Qual. Mondiali 2010                                                 | -                                                                   |                                                                     |
| 10-1-2010                                                           | Luanda                                                              | Angola                                                              | 4 – 4                                                               | Mali                                                                | Coppa d'Africa 2010 - 1º turno                                      | 2                                                                   |                                                                     |
| 14-1-2010                                                           | Luanda                                                              | Mali                                                                | 0 – 1                                                               | Algeria                                                             | Coppa d'Africa 2010 - 1º turno                                      | -                                                                   |                                                                     |
| 18-1-2010                                                           | Cabinda                                                             | Mali                                                                | 3 – 1                                                               | Malawi                                                              | Coppa d'Africa 2010 - 1º turno                                      | 1                                                                   |                                                                     |
| 3-9-2011                                                            | Bamako                                                              | Mali                                                                | 3 – 0                                                               | Capo Verde                                                          | Qual. Coppa d'Africa 2012                                           | -                                                                   |                                                                     |
| 8-10-2011                                                           | Paynesville                                                         | Liberia                                                             | 2 – 2                                                               | Mali                                                                | Qual. Coppa d'Africa 2012                                           | -                                                                   |                                                                     |
| 11-11-2011                                                          | Saint-Leu-la-Forêt                                                  | Burkina Faso                                                        | 1 – 1                                                               | Mali                                                                | Amichevole                                                          | 1                                                                   |                                                                     |
| 24-1-2012                                                           | Franceville                                                         | Mali                                                                | 1 – 0                                                               | Guinea                                                              | Coppa d'Africa 2012 - 1º turno                                      | -                                                                   |                                                                     |
| 28-1-2012                                                           | Franceville                                                         | Ghana                                                               | 2 – 0                                                               | Mali                                                                | Coppa d'Africa 2012 - 1º turno                                      | -                                                                   |                                                                     |
| 1-2-2012                                                            | Libreville                                                          | Mali                                                                | 2 – 1                                                               | Botswana                                                            | Coppa d'Africa 2012 - 1º turno                                      | 1                                                                   |                                                                     |
| 5-2-2012                                                            | Libreville                                                          | Gabon                                                               | 1 – 1 dts (4 – 5 dtr)                                               | Mali                                                                | Coppa d'Africa 2012 - Quarti di finale                              | -                                                                   |                                                                     |
| 8-2-2012                                                            | Libreville                                                          | Costa d'Avorio                                                      | 1 – 0                                                               | Mali                                                                | Coppa d'Africa 2012 - Semifinale                                    | -                                                                   |                                                                     |
| 11-2-2012                                                           | Malabo                                                              | Mali                                                                | 2 – 0                                                               | Ghana                                                               | Coppa d'Africa 2012 - 3º posto                                      | -                                                                   |                                                                     |
| 27-5-2012                                                           | Saint-Leu-la-Forêt                                                  | Costa d'Avorio                                                      | 2 – 1                                                               | Mali                                                                | Amichevole                                                          | 1                                                                   |                                                                     |
| 3-6-2012                                                            | Cotonou                                                             | Benin                                                               | 1 – 0                                                               | Mali                                                                | Qual. Mondiali 2014                                                 | -                                                                   |                                                                     |
| 10-6-2012                                                           | Ouagadougou                                                         | Mali                                                                | 2 – 1                                                               | Algeria                                                             | Qual. Mondiali 2014                                                 | -                                                                   |                                                                     |
| 8-9-2012                                                            | Bamako                                                              | Mali                                                                | 3 – 0                                                               | Botswana                                                            | Qual. Coppa d'Africa 2013                                           | -                                                                   |                                                                     |
| 20-1-2013                                                           | Port Elizabeth                                                      | Mali                                                                | 1 – 0                                                               | Niger                                                               | Coppa d'Africa 2013 - 1º turno                                      | 1                                                                   |                                                                     |
| 24-1-2013                                                           | Port Elizabeth                                                      | Ghana                                                               | 1 – 0                                                               | Mali                                                                | Coppa d'Africa 2013 - 1º turno                                      | -                                                                   |                                                                     |
| 28-1-2013                                                           | Durban                                                              | Mali                                                                | 1 – 1                                                               | RD del Congo                                                        | Coppa d'Africa 2013 - 1º turno                                      | -                                                                   |                                                                     |
| 2-2-2013                                                            | Durban                                                              | Sudafrica                                                           | 1 – 1 dts (1 – 3 dtr)                                               | Mali                                                                | Coppa d'Africa 2013 - Quarti di finale                              | 1                                                                   |                                                                     |
| 6-2-2013                                                            | Durban                                                              | Nigeria                                                             | 4 – 0                                                               | Mali                                                                | Coppa d'Africa 2013 - Semifinale                                    | -                                                                   |                                                                     |
| 9-2-2013                                                            | Port Elizabeth                                                      | Mali                                                                | 3 – 1                                                               | Ghana                                                               | Coppa d'Africa 2013 - Finale 3º posto                               | 1                                                                   |                                                                     |
| 24-3-2013                                                           | Kigali                                                              | Ruanda                                                              | 1 – 2                                                               | Mali                                                                | Qual. Mondiali 2014                                                 | -                                                                   |                                                                     |
| 9-6-2013                                                            | Bamako                                                              | Mali                                                                | 1 – 1                                                               | Ruanda                                                              | Qual. Mondiali 2014                                                 | -                                                                   |                                                                     |
| 16-6-2013                                                           | Bamako                                                              | Mali                                                                | 2 – 2                                                               | Benin                                                               | Qual. Mondiali 2014                                                 | -                                                                   |                                                                     |
| 10-9-2013                                                           | Blida                                                               | Algeria                                                             | 1 – 0                                                               | Mali                                                                | Qual. Mondiali 2014                                                 | -                                                                   |                                                                     |
| 15-10-2013                                                          | Cheonan                                                             | Corea del Sud                                                       | 3 – 1                                                               | Mali                                                                | Amichevole                                                          | -                                                                   |                                                                     |
| 5-3-2014                                                            | Dakar                                                               | Senegal                                                             | 1 – 1                                                               | Mali                                                                | Amichevole                                                          | -                                                                   |                                                                     |
| 7-9-2014                                                            | Bamako                                                              | Mali                                                                | 2 – 0                                                               | Malawi                                                              | Qual. Coppa d'Africa 2015                                           | -                                                                   |                                                                     |
| 10-9-2014                                                           | Algeri                                                              | Algeria                                                             | 1 – 0                                                               | Mali                                                                | Qual. Coppa d'Africa 2015                                           | -                                                                   |                                                                     |
| 11-10-2014                                                          | Addis Abeba                                                         | Etiopia                                                             | 0 – 2                                                               | Mali                                                                | Qual. Coppa d'Africa 2015                                           | -                                                                   |                                                                     |
| 15-11-2014                                                          | Blantyre                                                            | Malawi                                                              | 2 – 0                                                               | Mali                                                                | Qual. Coppa d'Africa 2015                                           | -                                                                   |                                                                     |
| 19-11-2014                                                          | Bamako                                                              | Mali                                                                | 2 – 0                                                               | Algeria                                                             | Qual. Coppa d'Africa 2015                                           | 1                                                                   |                                                                     |
| 14-1-2015                                                           | Libreville                                                          | Sudafrica                                                           | 3 – 0                                                               | Mali                                                                | Amichevole                                                          | -                                                                   |                                                                     |
| 20-1-2015                                                           | Malabo                                                              | Mali                                                                | 1 – 1                                                               | Camerun                                                             | Coppa d'Africa 2015 - 1º turno                                      | -                                                                   |                                                                     |
| 24-1-2015                                                           | Malabo                                                              | Costa d'Avorio                                                      | 1 – 1                                                               | Mali                                                                | Coppa d'Africa 2015 - 1º turno                                      | -                                                                   |                                                                     |
| 28-1-2015                                                           | Malabo                                                              | Guinea                                                              | 1 – 1                                                               | Mali                                                                | Coppa d'Africa 2015 - 1º turno                                      | -                                                                   |                                                                     |
| Totale                                                              |                                                                     | Presenze (1º posto)                                                 | 102                                                                 |                                                                     | Reti (1º posto)                                                     | 25                                                                  |                                                                     |

## Palmarès

### Club

#### Competizioni nazionali
- Coppa di Francia: 1

Lorient: 2001-2002
- Supercoppa di Spagna: 4

Siviglia: 2007
Barcellona: 2009, 2010, 2011
- Coppa di Spagna: 2

Barcellona: 2008-2009, 2011-2012
- Campionato spagnolo: 3

Barcellona: 2008-2009, 2009-2010, 2010-2011

#### Competizioni internazionali
- Coppa Intertoto UEFA: 1

Lens: 2005
- UEFA Champions League: 2

Barcelona: 2008-2009, 2010-2011
- Supercoppa UEFA: 2

Barcellona: 2009, 2011
- Coppa del mondo per club: 2

Barcellona: 2009, 2011

### Individuale
- Pallone d'oro del Mondiale Under-20: 1

Nigeria 1999